# Chambellay
Chambellay é uma comuna francesa na região administrativa da Pays de la Loire, no departamento de Maine-et-Loire. Estende-se por uma área de 12,86 km². Em 2010 a comuna tinha 412 habitantes (densidade: 32 hab./km²).